# Бугурусланский район
Бугурусла́нский райо́н — административно-территориальная единица (район) и муниципальное образование (муниципальный район) в Оренбургской области России.
Административный центр — город Бугуруслан (в состав района не входит).

## География
Район расположен в северо-западной части Оренбургской области и граничит: на севере — с Северным, на юге — с Бузулукским, на востоке — с Асекеевским и Абдулинским районами области, на западе — с Самарской областью. Площадь территории — 2,9 тыс. км².
Гидрография
Большая часть района находится в бассейне Большого Кинеля и его притока Мочегая. Также по району протекают реки: Малый Кинель, Бугурусланка, Турханка, Кондузла, Кармалка. В районе имеется много родников и пойменных озёр.
Природа района
К северу от Малого Кинеля преобладают сильно расчленённые сыртово-холмистые лесостепные ландшафты, сменяющиеся на юге относительно равнинными распаханными степями. Максимальные абсолютные высоты достигают 302 метров на севере и 288 метров на юго-западе района.
Замечательной геолого-геоморфологической особенностью района являются Кинельские яры — высокие приречные холмы, имеющие вид «лбов», они тянутся по правобережью Большого Кинеля и расчленены глубокими оврагами, а нередко увенчаны каменными бастионами красноцветных песчаников. Одно из интересных мест Кинельских яров — Нижнезаглядинские Красные Камни.
Здесь представлена часть разреза большекинельской свиты татарского яруса пермского периода. В нём обнажаются красноцветные аргиллиты, алевролиты, мергели и известняки, а наиболее прочные песчаники образуют блоки-бастионы высотой до 4 м.
Аналогичное с Большим Кинелем строение имеет и Мочегай. На его правобережье высятся такие же крутые приречные яры — лбы. Из них привлекают внимание Полибинские горы, имеющие ступенчатое строение из-за выходов пластов известняков казанского яруса пермского периода. Именно в селе Полибине на рубеже XIX—XX веков жил и трудился оренбургский естествоиспытатель А. Н. Карамзин, давший одно из первых научных объяснений неравносклонного (асимметричного) строения речных долин Западного Оренбуржья, при котором правые (северные) борта их неизменно высокие и крутые, а левые (южные) — низкие и пологие.
Один из яров на правобережье Мочегая у села Молчановка называется гора Рыбная, благодаря находкам отпечатков ископаемых рыб пермского периода.
Левобережные низкие, пологие и длинные склоны долин Мочегая, Большого и Малого Кинеля сложены мощными слоями неогенового возраста, среди которых геологи различают континентальные апшеронские и морские акчагыльские (в акчагыльское время воды древнего каспийского бассейна покрывали значительную часть Оренбуржья). Прекрасный разрез этих пород вскрывают Наумовские овраги в 5 км к юго-востоку от Завьяловки. В обрывах оврагов, осложнённых многочисленными оползнями, обнажаются апшеронские галечники, залегающие на полосчатослоистых акчагыльских глинах.
Ещё одна геологическая достопримечательность района и области — Садкинский асфальтитовый рудник, ныне заброшенный, с сохранившимися карьером и двумя шахтами, где вскрывается жила асфальтита — редкое месторождение твёрдых углеводородов.
В Бугурусланском районе насчитываются десятки родников. Наиболее известные и значительные из них Русско-Боклинский, Старо-Тюринский, Раевский, родник по ручью Гармаши у бывшей деревни Нива, а также мощный Сахарный, бьющий на склоне лесистого оврага в 1,5 км к северо-западу от Бугуруслана. На южной окраине села Кирюшкина у подножия правого склона долины Кондузлы находится оборудованный родник Бабань-Каша, который местное мордовское население считает святым. А в верховьях этой же речки — урочище Светлый Ключ — живописная лесистая балка с родниками.
По долинам Большого и Малого Кинеля рассеяно много пойменных озёр. Среди них Берёзовое на левобережье Большого Кинеля в 1,5 км к юго-востоку от села Нижнезаглядина. Это озеро-старица длиной 700 м, шириной до 60 и глубиной до 4 м, одно из самых рыбных в районе, богато водоплавающей дичью и украшено цветущими белыми лилиями, жёлтой кубышкой, водокрасом.
Большую научную ценность и привлекательность имеют леса Бугурусланского района: дубово-липовые с орешником, берёзовые, изредка сосновые. Как лесной генетический резерват выделен Карповский лес площадью 364 га, расположенный между сёлами Карповка и Васильевка. Его основу составляют старовозрастные липняки, а также дуб, осина, клён остролистный. Своеобразный лесной форпост на южной границе лесостепной зоны образуют три смежных урочища: Шурыгинский лес, Лукинский лес и Малокинелъские яры с сосновым редколесьем. Их общая площадь более 2100 га. Древостой этих урочищ состоит из дуба, вяза, берёзы, липы, клёна остролистного. Здесь сохранились редкие в этом регионе естественные сосновые насаждения. Яры, обращённые к Малому Кинелю, украшены сосновым редколесьем и соснами-одиночками. Старые маячные сосны привлекают орлов-могильников и воронов — здесь наивысшая плотность их гнездования в области.
Если лесные и холмистые лесостепные ландшафты представлены многими урочищами, то типично степные участки района все распаханы. Исключение составляет целинная ковыльная Наумовская степь на плакоре в зоне учебного аэродрома, благодаря которому она сохранилась.
Широкой известностью пользуется урочище Пополудово — бывшая усадьба помещика Пополудова. Здесь имеются остатки сада с соснами, живописный пруд с облесёнными берегами. Пополуцовский родник — один из самых мощных в районе. Он питает пруд и даёт начало речке Козловке.
Природа района, его леса и реки, болота и степи воспеты С. Т. Аксаковым. А сам ландшафтно-исторический мемориал писателя: остатки Аксаковского парка с древними соснами и липовой аллеей, постройки аксаковской усадьбы, восстановленный в новом качестве пруд на реке Большой Бугурусланке, живописная урема этой реки, холмы и увалы, окружающие село Аксакове, — святые места для каждого оренбуржца, для почитателей таланта певца оренбургской природы.
В Бугурусланском районе жил и творил потомок великого русского историка А. Н. Карамзин, оставивший заметный след в науке, — его труды по фауне птиц, климату, геологии и географии района широко известны. Но главный труд Карамзина — опыты по степному лесоразведению — замечательные образцы лесных культур в окрестностях села Полибина и по сей день радуют местных жителей. В самом селе, на южной окраине Полибина, на месте разрушенной усадьбы сохранились остатки Полибинского лесопарка, на площади 43 га более 100 лет назад учёным заложены культуры сосны, лиственницы, ели, дуба, липы, клёна остролистного, тополя. Ещё два лесных островка созданы Карамзиным на Белом Хуторе в 7 км южнее Полибина. Лесопосадки на Белом Хуторе — первые в Оренбуржье образцы противоэрозионных овражно-балочных насаждений из берёзы, клёна, тополя, сосны, с кустарниковым поясом из акации жёлтой, рябины, черёмухи, боярышника.
К настоящему времени в Бугурусланском районе выявлено 27 памятников природы. Три из них — лесные урочища на правобережье Малого Кинеля у села Лукинка.

## История
Бугурусланскии район образован 16 июня 1928 года. 19 марта 1959 года к нему был присоединён Аксаковский район.

## Население
| 2002    | 2003    | 2004    | 2009    | 2010    | 2012    | 2013    | 2014    | 2015    |
| ------- | ------- | ------- | ------- | ------- | ------- | ------- | ------- | ------- |
| 23 523  | ↘23 400 | ↘23 200 | ↘21 857 | ↘19 680 | ↘19 292 | ↘19 150 | ↘18 855 | ↘18 597 |
| 2016    | 2017    | 2018    | 2019    | 2020    | 2021    |         |         |         |
| ↘18 395 | ↘18 158 | ↘17 706 | ↘17 124 | ↘16 753 | ↗17 333 |         |         |         |

### Национальный состав
Русские — 60,8 %, мордва — 26,4 %, татары — 4,8 %, чуваши — 1,8 %, украинцы — 1,5 %, казахи — 1,2 %.

## Территориальное устройство
Бугурусланский район как административно-территориальная единица области включает 14 сельсоветов. В рамках организации местного самоуправления, Бугурусланский муниципальный район включает соответственно 14 муниципальных образований со статусом сельских поселений (сельсоветов):
| №  | Муниципальное образование    | Административный центр | Количество населённых пунктов | Население (чел.) | Площадь (км²) |
| -- | ---------------------------- | ---------------------- | ----------------------------- | ---------------- | ------------- |
| 1  | Аксаковский сельсовет        | село Аксаково          | 5                             | ↘687             | 142,45        |
| 2  | Благодаровский сельсовет     | село Благодаровка      | 7                             | ↘964             | 133,25        |
| 3  | Дмитриевский сельсовет       | село Дмитриевка        | 3                             | ↘683             | 160,76        |
| 4  | Елатомский сельсовет         | село Елатомка          | 3                             | ↗799             | 120,95        |
| 5  | Завьяловский сельсовет       | село Завьяловка        | 5                             | ↘1988            | 259,02        |
| 6  | Кирюшкинский сельсовет       | село Кирюшкино         | 4                             | ↗1713            | 262,82        |
| 7  | Коровинский сельсовет        | село Коровино          | 4                             | ↘592             | 114,42        |
| 8  | Михайловский сельсовет       | село Михайловка        | 7                             | ↗4482            | 219,56        |
| 9  | Нижнепавлушкинский сельсовет | село Нижнепавлушкино   | 4                             | ↘403             | 174,12        |
| 10 | Нойкинский сельсовет         | село Нойкино           | 3                             | ↘643             | 113,71        |
| 11 | Пилюгинский сельсовет        | село Пилюгино          | 18                            | ↘2634            | 633,52        |
| 12 | Полибинский сельсовет        | село Полибино          | 8                             | ↘636             | 225,00        |
| 13 | Русскобоклинский сельсовет   | село Русская Бокла     | 6                             | ↘340             | 144,97        |
| 14 | Советский сельсовет          | село Советское         | 3                             | ↘533             | 133,49        |

В 2009 году Бестужевский, Пониклинский и Пронькинский сельсоветы были расформированы, а населённые пункты, входившие в них, были переданы в оставшиеся сельсоветы.

### Населённые пункты
В Бугурусланском районе 80 населённых пунктов.
| №  | Населённый пункт      | Тип     | Население | Муниципальное образование    |
| -- | --------------------- | ------- | --------- | ---------------------------- |
| 1  | Аксаково              | село    | 636       | Аксаковский сельсовет        |
| 2  | Алга                  | посёлок | 49        | Благодаровский сельсовет     |
| 3  | Алексеевка            | село    | 224       | Аксаковский сельсовет        |
| 4  | Баймаково             | село    | 623       | Кирюшкинский сельсовет       |
| 5  | Безводовка            | деревня | 17        | Пилюгинский сельсовет        |
| 6  | Берёзовый             | посёлок | 10        | Михайловский сельсовет       |
| 7  | Бестужевка            | село    | 169       | Полибинский сельсовет        |
| 8  | Благодаровка          | село    | 729       | Благодаровский сельсовет     |
| 9  | Большое Алпаево       | село    | 72        | Аксаковский сельсовет        |
| 10 | Бурновка              | деревня | 50        | Пилюгинский сельсовет        |
| 11 | Веригино              | деревня | 28        | Пилюгинский сельсовет        |
| 12 | Верхнепавлушкино      | село    | 211       | Нижнепавлушкинский сельсовет |
| 13 | Вишнёвка              | посёлок | 178       | Советский сельсовет          |
| 14 | Выходный              | посёлок | 143       | Пилюгинский сельсовет        |
| 15 | Гореловский           | посёлок | 20        | Русскобоклинский сельсовет   |
| 16 | Гремучий Ключ         | посёлок | 17        | Михайловский сельсовет       |
| 17 | Григорьевка           | село    | 132       | Полибинский сельсовет        |
| 18 | Дмитриевка            | село    | 351       | Дмитриевский сельсовет       |
| 19 | Дружина               | посёлок | 28        | Полибинский сельсовет        |
| 20 | Елатомка              | село    | 763       | Елатомский сельсовет         |
| 21 | Жёлтый Ключ           | посёлок | 2         | Русскобоклинский сельсовет   |
| 22 | Жуково                | деревня | 66        | Пилюгинский сельсовет        |
| 23 | Завьяловка            | село    | 785       | Завьяловский сельсовет       |
| 24 | Затоновский           | посёлок | 147       | Пилюгинский сельсовет        |
| 25 | Земсков               | посёлок | 67        | Русскобоклинский сельсовет   |
| 26 | Ивановка              | посёлок | 25        | Коровинский сельсовет        |
| 27 | Ивановка              | село    | 245       | Пилюгинский сельсовет        |
| 28 | Карповка              | деревня | 55        | Благодаровский сельсовет     |
| 29 | Кивацкое              | село    | 61        | Аксаковский сельсовет        |
| 30 | Кирюшкино             | село    | 713       | Кирюшкинский сельсовет       |
| 31 | Ключёвка              | село    | 100       | Михайловский сельсовет       |
| 32 | Козловка              | деревня | 272       | Завьяловский сельсовет       |
| 33 | Кокошеевка            | село    | 330       | Пилюгинский сельсовет        |
| 34 | Коптяжево             | село    | 333       | Пилюгинский сельсовет        |
| 35 | Коровино              | село    | 596       | Коровинский сельсовет        |
| 36 | Красная Глинка        | посёлок | 7         | Полибинский сельсовет        |
| 37 | Красноярка            | село    | 516       | Завьяловский сельсовет       |
| 38 | Лобовка               | село    | 68        | Елатомский сельсовет         |
| 39 | Луговой               | посёлок | 0         | Нижнепавлушкинский сельсовет |
| 40 | Лукинка               | деревня | 100       | Пилюгинский сельсовет        |
| 41 | Луч Труда             | посёлок | 10        | Коровинский сельсовет        |
| 42 | Малое Алпаево         | село    | 21        | Аксаковский сельсовет        |
| 43 | Михайловка            | село    | ↗3687     | Михайловский сельсовет       |
| 44 | Михайловка            | село    | 89        | Полибинский сельсовет        |
| 45 | Молчановка            | село    | 72        | Полибинский сельсовет        |
| 46 | Мордовский Бугуруслан | село    | 357       | Дмитриевский сельсовет       |
| 47 | Муравейник            | посёлок | 56        | Кирюшкинский сельсовет       |
| 48 | Наумовка              | село    | 0         | Завьяловский сельсовет       |
| 49 | Нижнепавлушкино       | село    | 194       | Нижнепавлушкинский сельсовет |
| 50 | Николаевка            | село    | 156       | Полибинский сельсовет        |
| 51 | Николаевка            | посёлок | 10        | Советский сельсовет          |
| 52 | Новая Волынь          | посёлок | 1         | Пилюгинский сельсовет        |
| 53 | Новое Тюрино          | село    | 31        | Нойкинский сельсовет         |
| 54 | Новонагаткино         | деревня | 18        | Пилюгинский сельсовет        |
| 55 | Нойкино               | село    | 450       | Нойкинский сельсовет         |
| 56 | Нуштайкино            | село    | 451       | Кирюшкинский сельсовет       |
| 57 | Огороднический        | посёлок | 0         | Русскобоклинский сельсовет   |
| 58 | Октябрьский           | посёлок | 102       | Елатомский сельсовет         |
| 59 | Передовка             | деревня | 80        | Благодаровский сельсовет     |
| 60 | Пилюгино              | село    | ↘1492     | Пилюгинский сельсовет        |
| 61 | Полибино              | село    | 410       | Полибинский сельсовет        |
| 62 | Поникла               | село    | 644       | Завьяловский сельсовет       |
| 63 | Пронькино             | село    | 494       | Михайловский сельсовет       |
| 64 | Пчелиный              | посёлок | 0         | Пилюгинский сельсовет        |
| 65 | Пчёлка                | посёлок | 51        | Благодаровский сельсовет     |
| 66 | Рабочий               | посёлок | 154       | Пилюгинский сельсовет        |
| 67 | Резвый                | посёлок | 140       | Пилюгинский сельсовет        |
| 68 | Русская Бокла         | село    | 355       | Русскобоклинский сельсовет   |
| 69 | Савруша               | село    | 175       | Дмитриевский сельсовет       |
| 70 | Саловка               | деревня | 135       | Благодаровский сельсовет     |
| 71 | Сапожкино             | село    | 119       | Русскобоклинский сельсовет   |
| 72 | Советское             | село    | 669       | Советский сельсовет          |
| 73 | Старое Тюрино         | село    | 350       | Нойкинский сельсовет         |
| 74 | Старые Узели          | село    | 289       | Нижнепавлушкинский сельсовет |
| 75 | Теребилово            | посёлок | 0         | Пилюгинский сельсовет        |
| 76 | Турхановка            | село    | 138       | Михайловский сельсовет       |
| 77 | Чабла                 | деревня | 71        | Пилюгинский сельсовет        |
| 78 | Чишма-Баш             | посёлок | 127       | Коровинский сельсовет        |
| 79 | Шестайкино            | деревня | 80        | Михайловский сельсовет       |
| 80 | Юлдуз                 | посёлок | 16        | Благодаровский сельсовет     |

Упраздненные населенные пункты
19 февраля 1999 года были упразднены село Мочегай, деревни Новогородецкая и Старогородецкая, поселки Садки и Раевка, поселок Топорино и село Садовка.

## Экономика
Основная отрасль экономики района — сельскохозяйственное производство. На его территории производством сельскохозяйственной продукции занимаются — 30 хозяйств, 98 крестьянско-фермерских хозяйств, работают 12 мельниц, 5 пекарен, 6 цехов по производству подсолнечного масла, 1 цех по производству молочной продукции и 1 цех по изготовлению полуфабрикатов.

## Социальная сфера
В районе имеется 16 основных и 17 средних школ, 1 детская школа искусств. Медицинские услуги населению оказывают: центральная районная больница, 1 участковая больница, 2 врачебные амбулатории, 41 фельдшерско-акушерский пункт.